# Pfarrkirche St. Leonhard (Wohlen)

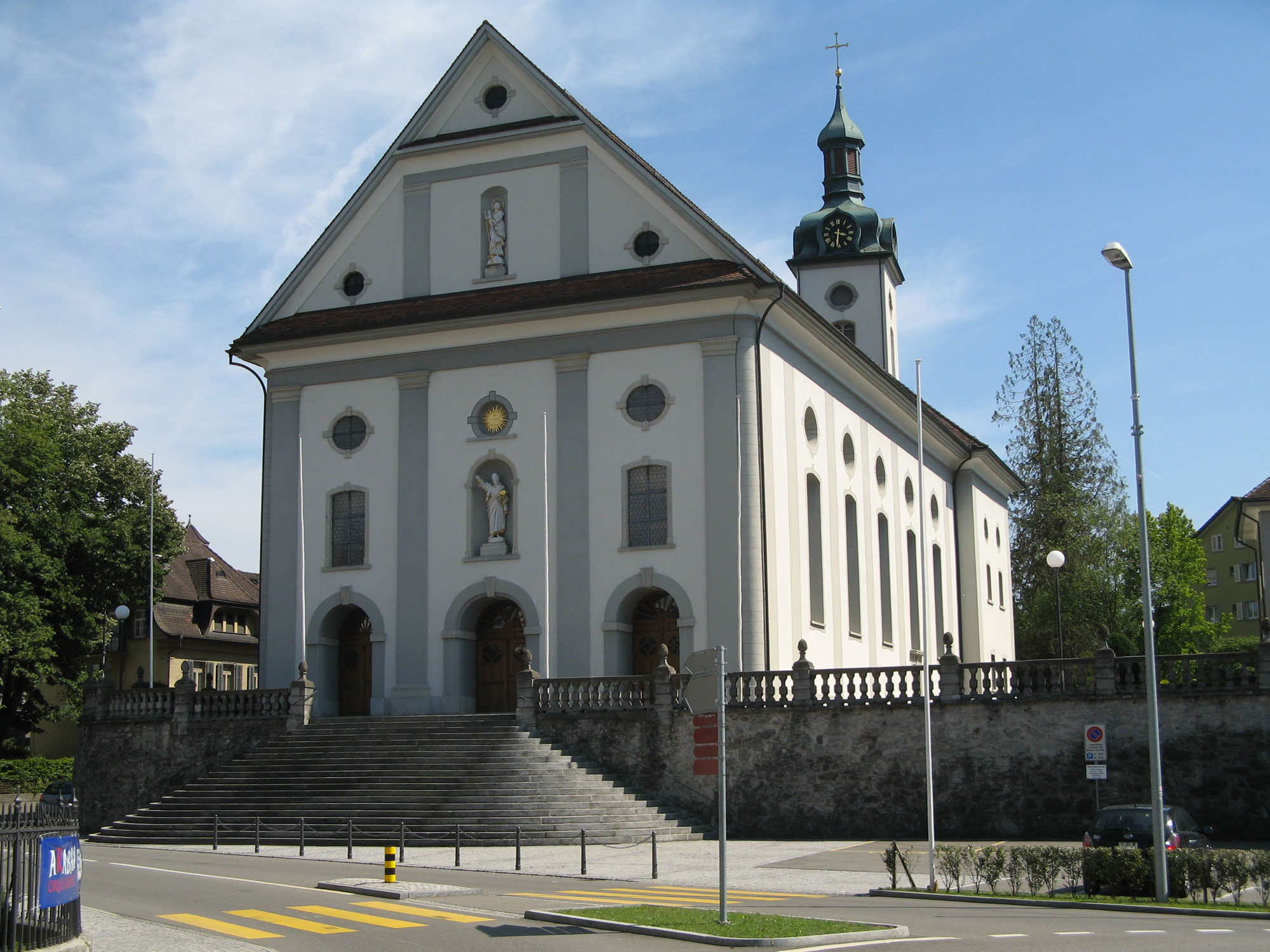
Pfarrkirche St. Leonhard

Die Pfarrkirche St. Leonhard ist die römisch-katholische Pfarrkirche in Wohlen im Schweizer Kanton Aargau. Sie befindet sich im Dorfzentrum am höchsten Punkt einer in die Ebene hineinragenden Moräne. Durch ihre exponierte Lage überragt sie viele Gebäude in der Umgebung und ist deshalb ein Wahrzeichen des Ortes. Die Pfarrkirche ist dem Heiligen Leonhard von Limoges geweiht und geht auf das 12. Jahrhundert zurück. 1488 wurde sie neu erbaut, ebenfalls 1532 nach einer kurzen reformatorischen Phase. Das heute bestehende Gebäude entstand von 1804 bis 1807. Es handelt sich um eine Saalkirche im frühklassizistischen Stil.

## Pfarreigeschichte

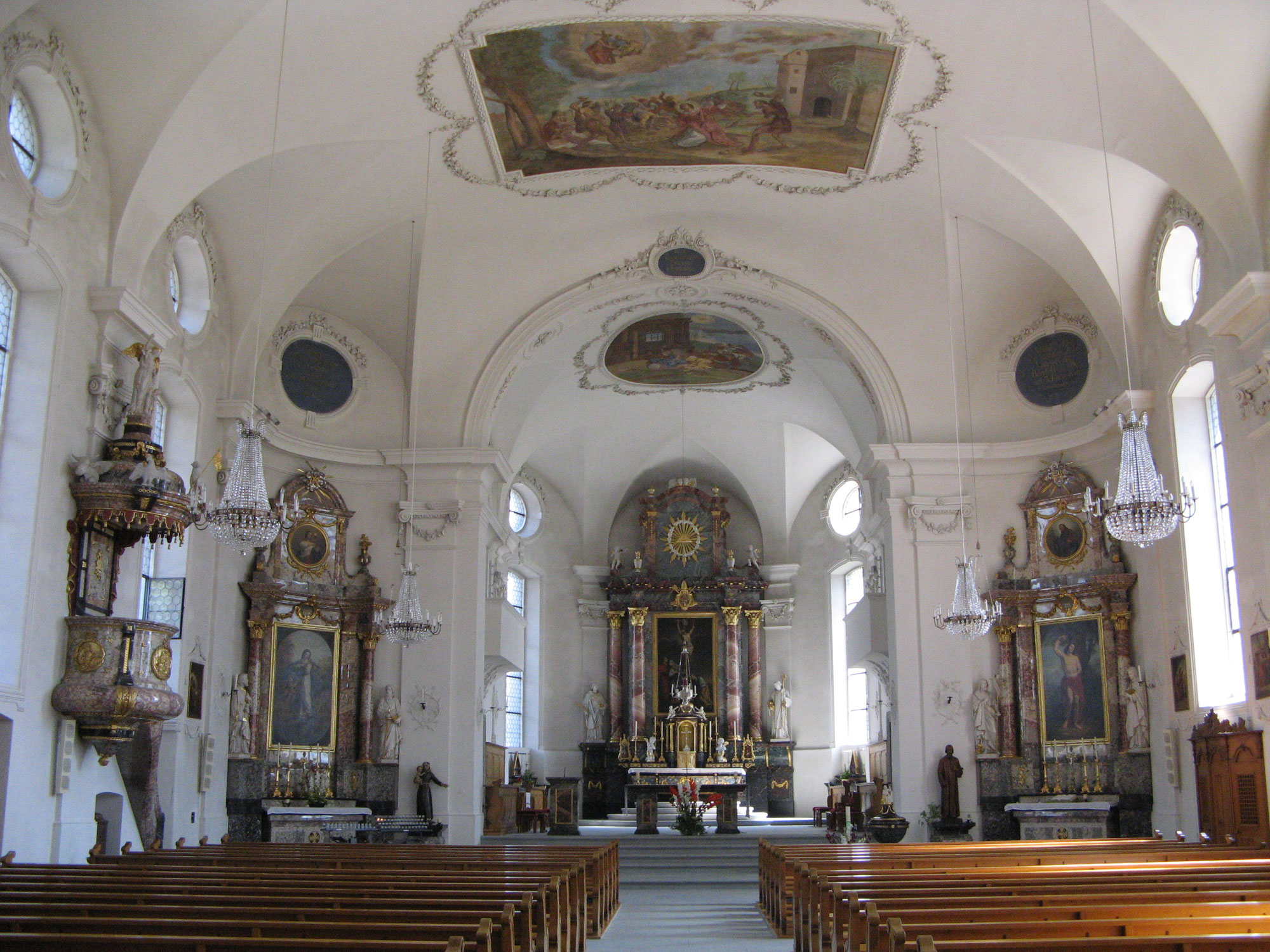
Innenansicht der Kirche

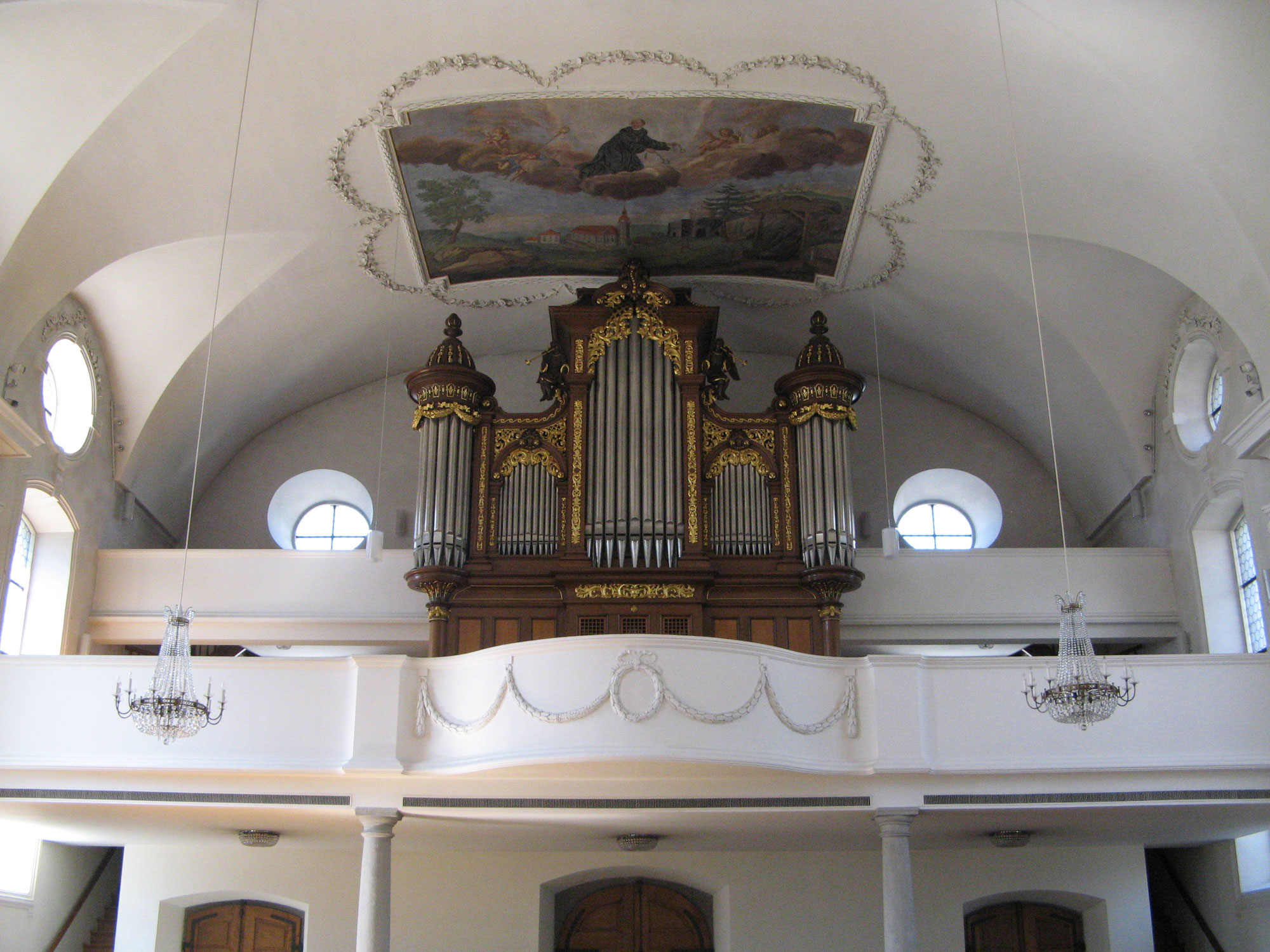
Orgel

Bereits im frühen Mittelalter war Wohlen ein Bevölkerungsschwerpunkt. Da hier jedoch kein mächtiger überregionaler Grundherr lebte, blieb das Dorf während Jahrhunderten ohne eigene Kirche. Wohlen war auf die Pfarreien Niederwil und Göslikon aufgeteilt, eine Hofstatt unterstand der Pfarrei Villmergen. Die Wohler Kirche entstand erst um die Mitte des 12. Jahrhunderts, als die Herren von Wolen, Ministerialen der Habsburger, ihren Grundbesitz abzusichern versuchten. Die erste Erwähnung dieser Kirche, die dem Heiligen Stephanus geweiht war, erfolgte im Jahr 1185 in einer Urkunde des Klosters Schänis. Die Pfarrei Wohlen umfasste lediglich jene Höfe, die den Herren von Wolen und ihren Erben gehörten. Um 1400 gelangte der Kirchensatz in den Besitz des Klosters Muri.
Anstelle von Stephanus wurde 1477 Leonhard von Limoges, der Schutzheilige des Viehs, zum Kirchenpatron bestimmt. Johannes Hagnauer, der Abt von Muri, liess 1488 die baufällig gewordene Kirche abreissen und an gleicher Stelle einen Neubau errichten. Dass das bevölkerungsreichste Dorf der Freien Ämter auf mehrere Pfarreien aufgeteilt war, empfanden die Bewohner zunehmend als störend. 1518 sandten die nach Göslikon pfarrpflichtigen Haushalte eine Bittschrift an Antonio Pucci, den päpstlichen Nuntius. Durch seine Vermittlung kam gegen eine geringe finanzielle Entschädigung eine Umteilung zur Pfarrei Wohlen zustande. Im selben Jahr akzeptierten die Kollatoren der Pfarrei Niederwil eine Umteilung der ihnen unterstellten Haushalte zu den gleichen Bedingungen.
Ab 1523 fand die Reformation in den unteren Freien Ämtern immer mehr Anhänger. Am 23. Mai 1529 schloss sich die Kirchgemeinde offiziell der neuen Lehre an, am darauf folgenden Tag wurde die Kirche beim Bildersturm stark in Mitleidenschaft gezogen. Nach der Niederlage der reformierten Orte im Zweiten Kappelerkrieg wurde Wohlen 1531 gemäss den Bedingungen des Zweiten Kappeler Landfriedens zwangsweise rekatholisiert. Abt Laurentius von Heidegg liess die entweihte Kirche mit Ausnahme des Turms niederreisen, bis Oktober 1532 entstand ein neues Gebäude. 1613 erhielt der Turm einen neuen Helm, 1662 folgte die Renovation des Hochaltars. 1692/93 wurde der Chor neu gestaltet. Der Kirchturm erhielt 1756 ein neues Satteldach und 1786/88 eine Uhr (1828 ersetzt).
Der Untergang der alten Herrschaftsstrukturen Ende des 18. Jahrhunderts brachte auch für Wohlen Veränderungen. Ein 1804 erlassenes Gesetz des neu entstandenen Kantons Aargau ermöglichte es der Kirchgemeinde, sich von der Zehntenpflicht freizukaufen. Das Kloster Muri blieb vorerst im Besitz von Pfarrhaus und -scheune, auch stellte es weiterhin den Pfarrer und besoldete ihn. Nach der erzwungenen Aufhebung des Klosters im Januar 1841 fielen dessen Rechte und Pflichten an den Kanton. Das Vermögen wurde bis 1906 vom Staat verwaltet und dann an die Kirchgemeinde ausbezahlt.

## Baugeschichte

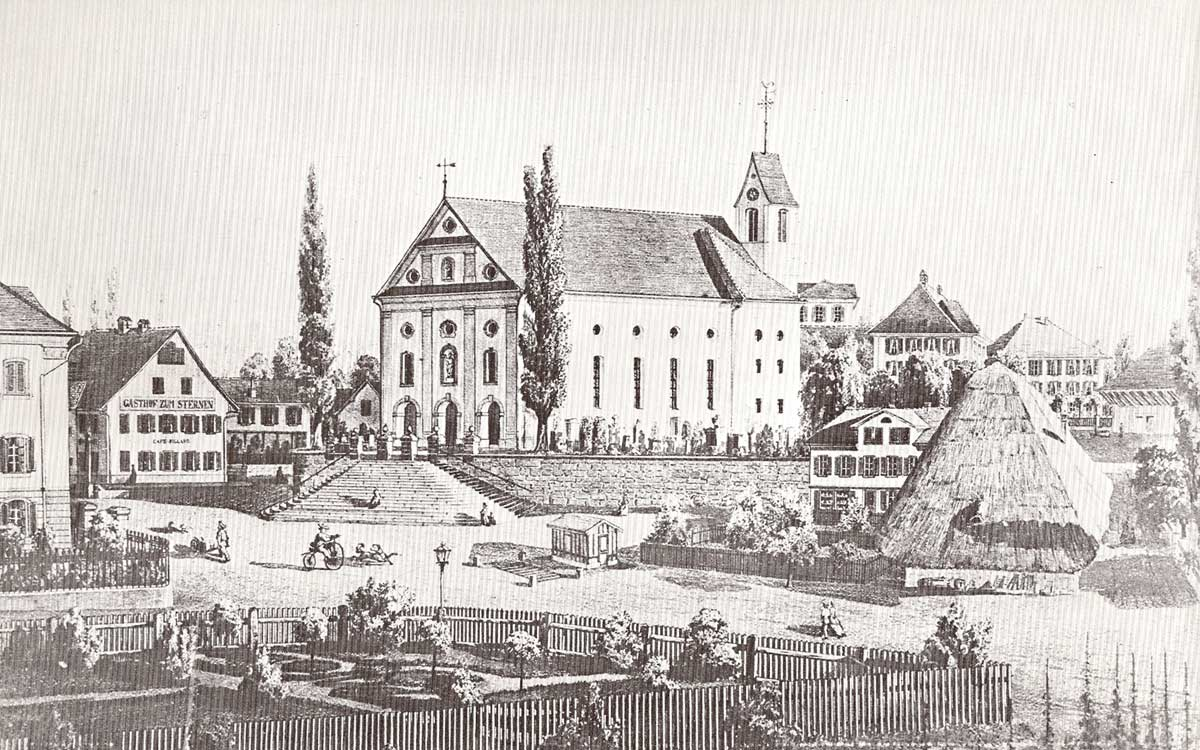
Ansicht des Kirchenplatzes um 1870

Im Dezember 1803 beschloss die Kirchgemeinde einstimmig, die zu klein gewordene Kirche durch einen grösseren Neubau zu ersetzen. Zu diesem Zweck setzte sie eine Baukommission ein. Aus drei eingegangenen Entwürfen entschied sich die Gemeindeversammlung am 29. Februar 1804 für jenen des renommierten Architekten Niklaus Purtschert aus Luzern. Das Langhaus wurde quer zum Grundriss der alten Kirche gestellt und war nun nach Süden statt Osten ausgerichtet. Der Kirchturm von 1488 blieb erhalten. Die Aussenarbeiten waren im November 1807 abgeschlossen, die Einweihung fand am 9. August 1808 statt.
1880 erhielt der Turm seine heutige Form, indem man das Satteldach durch eine Laternenhaube ersetzte. 1890 wurde das Innere vollständig renoviert; dabei ersetzte man auch die aus dem Jahr 1821 stammende Orgel durch ein neues Modell der Orgelbau Kuhn AG aus Männedorf. Bei der zweiten umfassenden Innenrenovation von 1921 schmückte man den Raum mit neobarocken Elementen aus, die 1972 wieder entfernt wurden. Ebenfalls 1972 wurde eine neue Orgel der Mathis Orgelbau AG aus Näfels installiert. Aussenrenovationen erfolgten 1958, 1972 und 1996/97, eine weitere Innenrenovation ebenfalls 1996/97.

## Kirchengebäude

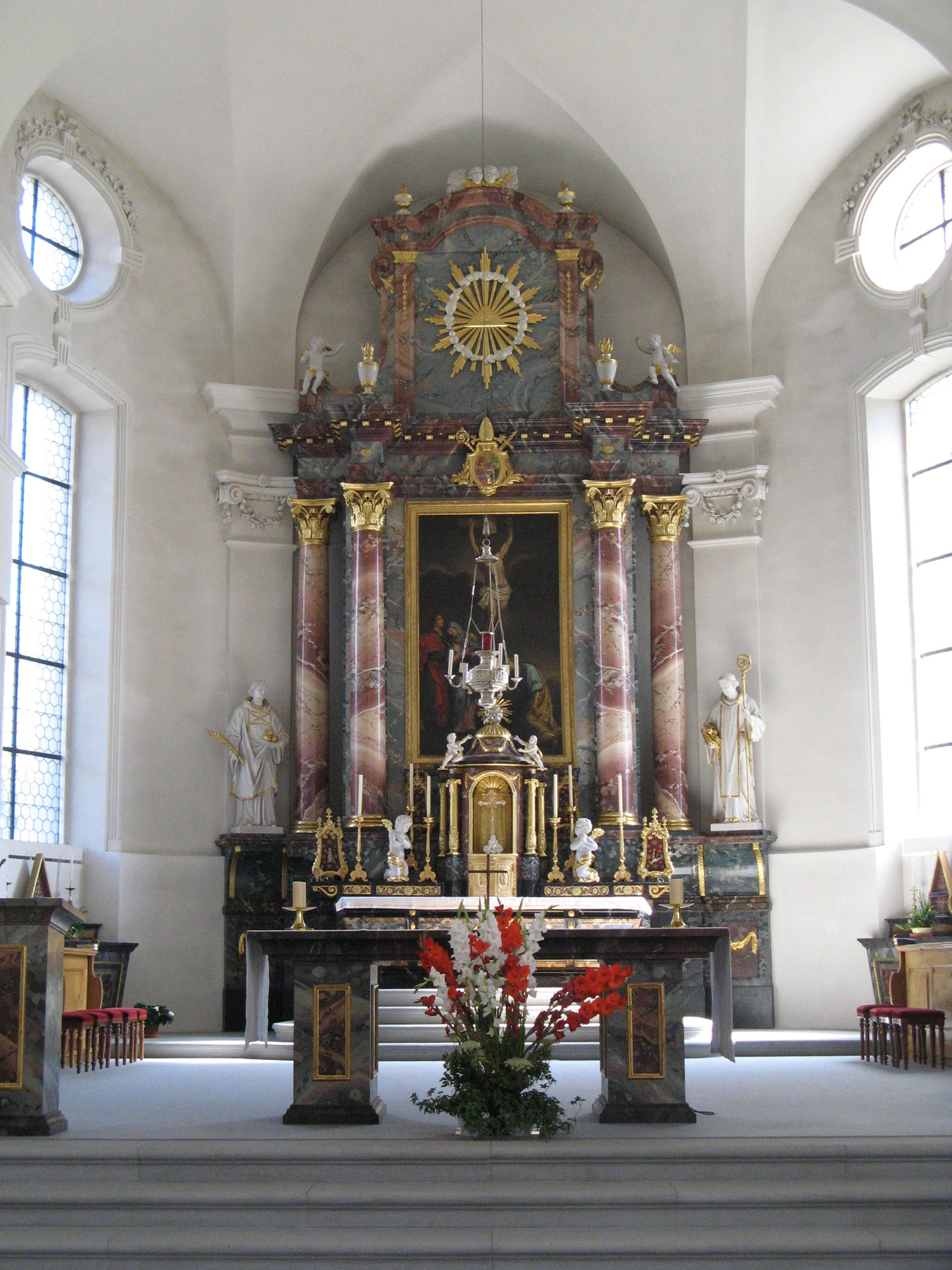
Hochaltar

Die 53 Meter lange und 20,5 Meter breite Saalkirche liegt auf einer Geländeterrasse, die an ihrer Nord- und Ostseite untermauert und von einer Balustrade umsäumt ist. Dadurch ergibt sich eine klare Abgrenzung zum umliegenden, tiefer gelegenen Terrain. Eine zum Haupteingang führende, vorgelagerte halbrunde Freitreppe mit 21 Stufen verstärkt die repräsentative Wirkung. An die kurze Vorhalle schliesst sich das fünfjochige Langhaus an. Zwei flache Rundnischen leiten zum eingezogenen Chor über. Beidseits des Chors springen schmale Sakristeien vor. Das Kirchenschiff ist 13 Meter hoch, darüber spannt sich ein zehn Meter hohes, flach geneigtes Satteldach.
Toskanische Pilaster gliedern die nach Süden gerichtete Hauptfassade in drei Achsen. Eine Figurennische mit einer überlebensgrossen Salvatorstatue sowie ein vergoldetes Christogramm in einem vermauerten Okulus heben die mittlere Achse hervor. Darüber befindet sich ein mit Pilastern gegliederter Dreiecksgiebel mit einer Muttergottesstatue im quadratischen Mittelfeld. Lisenen und Stichbogenfenster gliedern die Seitenfassaden. Der ans Ende des Chors angefügte Kirchturm mit Laternenhaube, der einzige Überrest der alten Kirche, ist leicht nach Osten abgewinkelt. Mit sechs Metern Breite und 42 Metern Höhe wirkt er im Vergleich zum übrigen Kirchenbau etwas schmal.
Die von Leonhard Isler gemalten Deckengemälde zeigen im Langhaus den Kirchenpatron Leonhard, die Ausgiessung des Heiligen Geistes und die Steinigung des Stephanus, im Chor die Anbetung der Heiligen Drei Könige. Der klassizistische Hochaltar, gefertigt von Maler Felix Hediger und Schreinermeister Joseph Janser, besteht aus einer doppelgeschossigen Retabel zwischen zwei gestaffelten korinthischen Säulenpaaren. Das Altarbild von Xaver Hecht stellt eine Kreuzigungsszene dar, der vergoldete Tabernakel ist kuppelförmig. Die Seitenfiguren des Hochaltars stellen die Heiligen Leonhard und Stephanus dar. Im Louis-seize-Stil sind die Seitenaltäre gehalten; jener auf der Evangelienseite zeigt die Muttergottes, jener auf der Epistelseite die Heiligen Sebastian und Leonhard. Der kelchförmige Taufstein im Empire-Stil stammt aus dem Jahr 1844.

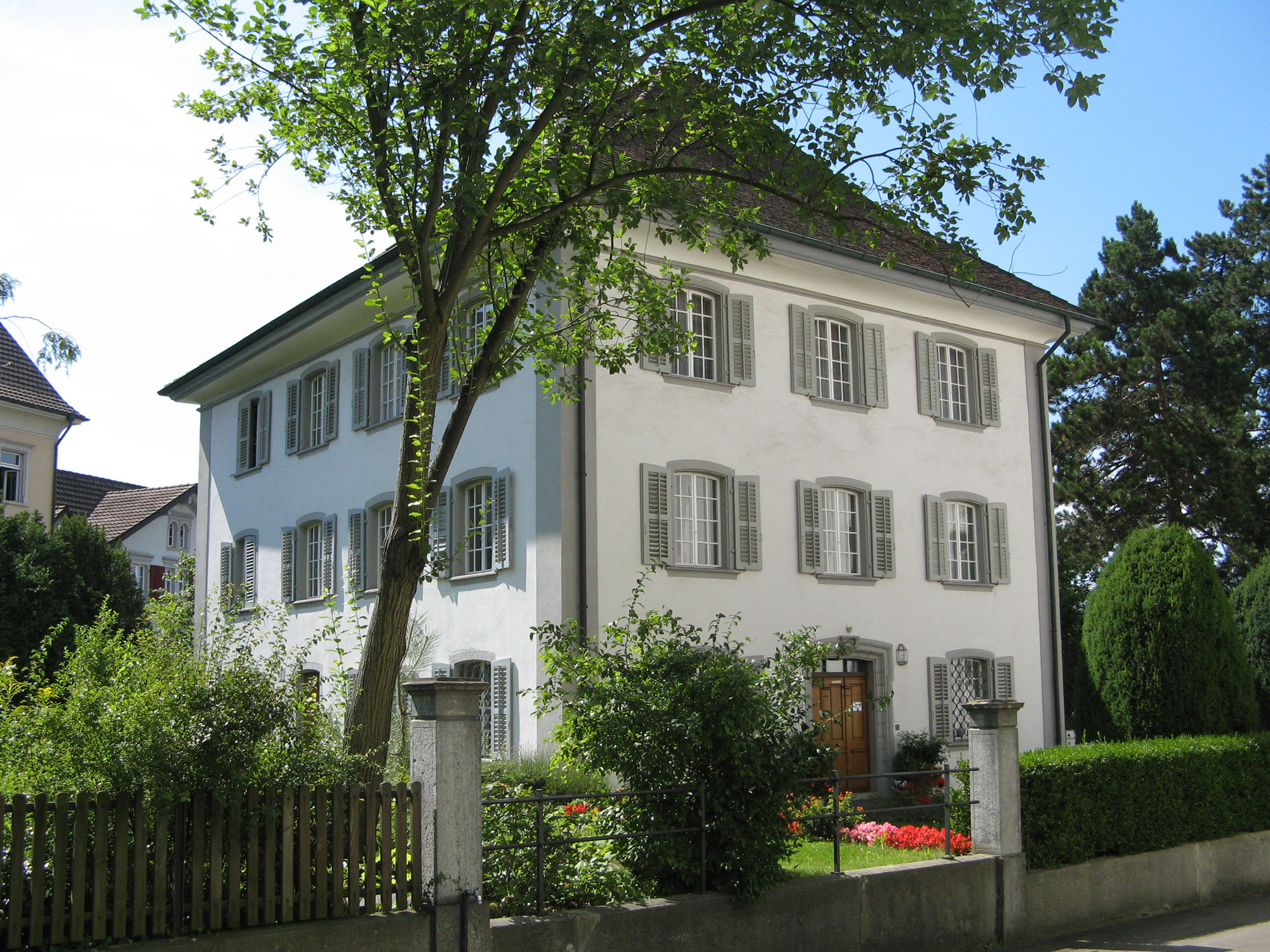
Pfarrhaus

Neben der Kirche befindet sich das 1759 erbaute Pfarrhaus. Der schlichte dreigeschossige Putzbau mit gekrümmtem Walmdach erhielt 1838 an seiner Westseite einen Anbau. 1961/62 wurde das Gebäude stilgerecht vergrössert und renoviert. Ecklisenen und Stichbogenfenster gliedern die symmetrischen Fronten.